# LibreOffice Draw
LibreOffice Draw es un editor de gráficos vectoriales y herramienta de diagramación, similar al veterano Dia, Lucidchart y de ser el equivalente dentro de la suite LibreOffice a Visio de Microsoft.
Destacan sus ricos conectores, propiedades de agrupación de objetos y el rápido manejo de capas con lo que facilita enormemente a usuario a crear desde un simple dibujo hasta complejos diagramas. Además también es el componente de la suite encargado de editar PDF's y con opciones de firma digital así como algunas características DTP tales como los programas de maquetación para publicaciones como Scribus y Microsoft Publisher.
Draw utiliza de forma nativa el formato de documento abierto para aplicaciones de Office, OpenDocument Format (ODF) siendo su extensión .odg, de gráficos, que es un formato de archivo estándar internacional establecido por la Organización para el Avance de los Estándares de Información Estructurada (OASIS).
Los usuarios de LibreOffice también pueden instalar la Open Clip Art Library (Biblioteca Abierta de Clip Art), que agrega una enorme galería de diagramas eléctricos y de equipos en red, logotipos, iconos, estandartes y pancartas para presentaciones generales y proyectos de dibujo.

## Formatos de archivo
- Importar, editar y exportar PDFs[1]
- Importar archivos de Microsoft Visio .vsd files[1]
- Importar archivos .pub de Microsoft Publisher .[2]
- Importar desde archivos de Adobe PageMaker .pm*
- Importar desde formatos OTT, STW, OTH, OTS, STC, OTP, STI, OTG, STD y VOR.
- Exportar a BMP, EPS, GIF, JPEG, PNG, PSD, SVG, WMF, como también crear HTML, XHTML, PDF y archivos SWF.

## Soporte del formato SVG
Con la aceptación del SVG creciendo y aumentando, la capacidad de Draw de importar y exportar al formato SVG ha llegado a ser cada vez más importante.
Actualmente, LibreOffice Draw exporta al formato SVG, PDF, EPS, EMP, PNG y TIF entre otros.
Con el desarrollo y la madurez de los filtros SVG, los usuarios pueden usar Draw para editar directamente la enorme colección de muestras SVG del Open Clip Art Library, en vez de usar otro editor de SVG como Inkscape, o trabajar solamente con gráficos de bitmap.